# Lotte Wubben-Moy
Carlotte Mae Wubben-Moy (ur. 11 stycznia 1999 w Londynie) – angielska piłkarka występująca na pozycji obrończyni w angielskim klubie Arsenal oraz w reprezentacji Anglii. W trakcie swojej kariery grała także w North Carolina Tar Heels.